# Тужа (Малопольське воєводство)
Тужа (пол. Turza) — село в Польщі, у гміні Жепенник-Стшижевський Тарновського повіту Малопольського воєводства.
Населення — 1217 осіб (2011).
У 1975—1998 роках село належало до Тарновського воєводства.

## Географія
У селі бере початок річка Острушанка.

## Демографія
Демографічна структура станом на 31 березня 2011 року:
|          | Загалом | Допрацездатний вік | Працездатний вік | Постпрацездатний вік |
| -------- | ------- | ------------------ | ---------------- | -------------------- |
| Чоловіки | 599     | 157                | 387              | 55                   |
| Жінки    | 618     | 166                | 333              | 119                  |
| Разом    | 1217    | 323                | 720              | 174                  |